# Nancy Grace Roman Space Telescope

Nancy Grace Roman Space Telescope eller Roman, (tidigare Wide Field Infrared Survey Telescope (WFIRST)) är ett framtida infrarött rymdobservatorium som rekommenderades 2010 av United States National Research Councils "Decadal Survey Committee" som topprioritet för nästa årtionde av astronomi. Den 17 februari 2016 blev WFIRST formellt ett NASA-uppdrag.
WFIRST bygger på ett befintligt teleskop med 2,4 meters diameter (ursprungligen avsett för en spionsatellit från National Reconnaissance Office) och kommer att bära två vetenskapliga instrument. Wide Field Instrument är en 288-megapixel multi-band nära-infraröd kamera. Koronagrafinstrumentet är en kamera och spektrometer med hög kontrast och litet synfält som täcker synliga och nära-infraröda våglängder.
Utformningen av WFIRST bygger på en av de föreslagna konstruktionerna för "Joint Dark Energy Mission" mellan NASA och DOE. WFIRST lägger till några extra möjligheter till det ursprungliga JDEM-förslaget, inklusive en sökning efter exoplaneter med gravitationell mikrolinsning. I sin nuvarande inkarnation (2015) kommer en stor del av det primära uppdraget att inriktas på att undersöka universums expansionshistoria och tillväxten av kosmisk struktur med flera metoder i överlappande rödförskjutningsintervall. Målet är att exakt mäta effekter av mörk energi, den allmänna relativitetsteorins konsistens och rumtidens krökning.
Uppskjutningen är planerad till senast 2027.
Den 20 maj 2020 meddelade NASA att teleskopet uppkallats efter Nancy Roman.
19 juli 2022 meddelade NASA att SpaceX har fått uppdraget att skjuta upp teleskopet ombord en Falcon Heavy-raket från Kennedy Space Center i oktober 2026.